# Earl Hedrick
Albert Earl Hedrick, auch A. Earl Hedrick (* 2. März 1896 in Los Angeles; † 18. September 1985 in Whittier, Vereinigte Staaten) war ein US-amerikanischer Filmarchitekt.

## Leben
Hedrick studierte Architektur an der UCLA und anschließend Design an einer Beaux Art School. Seine berufliche Laufbahn begann er als Architekt, 1930 kam Hedrick zu Paramount Pictures, wo er als Zeichner begann. Zwei Jahre darauf startete er seine Laufbahn als Filmarchitekt. Hedrick entwarf zunächst Dekorationen zu zahllosen B-Produktionen, später kamen einige Komödien mit Bob Hope hinzu. Hedricks bemerkenswertesten Nachkriegsdesigns entstanden für einzelne Top-Produktionen wie Billy Wilders Trinkerdrama Das verlorene Wochenende, Anatole Litvaks Film-noir-Krimi Du lebst noch 105 Minuten, Wilders filmische Sensationsjournalismuskritik Reporter des Satans und William Wylers kammerspielhafte Inszenierung Polizeirevier 21.
1957 erhielt er neben Hal Pereira und zwei weiteren Kollegen eine Oscar-Nominierung für seine Beteiligung am Szenenbild zu dem Kriegsdrama Auch Helden können weinen. Seit 1959 hat Hedrick fast ausschließlich für das Fernsehen gearbeitet, allen voran für die langlebige Serie Bonanza, wo er erneut Partner Pereiras war. Beide Männer erhielten für ohne dort gezeigte Leistung 1963 eine Primetime-Emmy-Nominierung. Nach der Rückkehr zu einer vereinzelten Kinoproduktion 1972 beendete Hedrick seine Karriere und zog sich ins Privatleben zurück.
Den Großteil seiner Designs hat der Szenenbildner unter Earl Hedrick entworfen, den kleineren und unbedeutenderen unter A. Earl Hedrick.

## Filmografie
- 1932: Wild Horse Mesa
- 1933: Mädchenraub in Wildwest (Man of the Forest)
- 1933: Flammenreiter (Sunset Pass)
- 1933: Todeslegion (Last Round Up)
- 1934: Come On, Marines
- 1934: Elmer and Elsie
- 1934: The Thundering Herd
- 1934: Der brennende Strom (Wagon Wheels)
- 1935: Das letzte Fort (The Last Outpost)
- 1935: Der gläserne Schlüssel (The Glass Key)
- 1935: Ship Cafe
- 1935: Man on the Flying Trapeze
- 1935: The Preview Murder Mystery
- 1936: Wedding Present
- 1936: Hollywood Boulevard
- 1936: F-Man
- 1937: Clarence
- 1937: Die Insel der verlorenen Schiffe (Ebb Tide)
- 1937: Unter Mordverdacht (Night Club Scandal)
- 1937: Der letzte Zug aus Madrid (The Last Train From Madrid)
- 1938: King of Alcatraz
- 1938: Cocoanut Grove
- 1938: Her Jungle Love
- 1938: Scotland Yard auf falscher Spur (Bulldog Drummond in Africa)
- 1939: Scotland Yard blamiert sich (Bulldog Drummond’s Secret Police)
- 1939: What a Life
- 1939: Dr. Zyklop
- 1940: Der große McGinty
- 1940: The Biscuit Eater
- 1940: Weihnachten im Juli (Christmas in July)
- 1941: Sullivans Reisen
- 1942: Wake Island
- 1942: Mabok, der Schrecken des Dschungels (Beyond the Blue Horizon)
- 1942: Lodernde Flammen (The Forest Rangers)
- 1943: Mutige Frauen (So Proudly We Hail)
- 1943: Let’s Face it
- 1943: Stehplatz im Bett (Standing Room Only)
- 1944: Our Hearts Were Young and Gay
- 1944: Das verlorene Wochenende
- 1945: Der Tod wohnt nebenan (The Unseen)
- 1945: The Stork Club
- 1945: Miss Susie Slagle’s
- 1946: Mit Pinsel und Degen (Monsieur Beaucaire)
- 1947: Detektiv mit kleinen Fehlern (My Favorite Brunette)
- 1947: Meine bessere Hälfte (Dear Ruth)
- 1947: Der Weg nach Rio (Road to Rio)
- 1948: Du lebst noch 105 Minuten
- 1948: Sein Engel mit den zwei Pistolen
- 1949: Frau in Notwehr (The Accused)
- 1949: Der große Liebhaber (The Great Lover)
- 1949: Strafsache Thelma Jordon
- 1950: Herz in der Hose (Fancy Pants)
- 1950: Mr. Music
- 1950: Menschen ohne Seele (Union Station)
- 1950: Das Brandmal (Branded)
- 1951: Hochzeitsparade
- 1951: Reporter des Satans
- 1951: Polizeirevier 21
- 1952: Die Geliebte des Korsaren (Caribbean)
- 1952: Tropische Abenteuer (Tropic Zone)
- 1953: Sangaree (Sangaree)
- 1953: Weiße Herrin auf Jamaica (Jamaica Run)
- 1953: Geknechtet (The Vanquished)
- 1953: Der Schatz der Jivaro (Jivaro)
- 1954: In geheimer Kommandosache
- 1954: Am fernen Horizont (The Far Horizon)
- 1955: Man ist niemals zu jung
- 1955: Auch Helden können weinen
- 1956: Rivalen ohne Gnade (Three Violent People)
- 1957: Der Held von Brooklyn (The Delicate Delinquent)
- 1958: Reporter der Liebe
- 1959: Bei mir nicht (But Not For Me)
- 1959–1971: Bonanza (TV-Westernserie)
- 1967: High Chaparral (TV-Westernserie)
- 1973: Jory